# گریپ‌واین (آریزونا)
گریپ‌واین (به انگلیسی: Grapevine) یک منطقهٔ مسکونی در ایالات متحده آمریکا است که در آریزونا واقع شده‌است. گریپ‌واین ۶۷۳ متر بالاتر از سطح دریا واقع شده‌است.